# 斯克兰顿号潜艇
斯克兰顿号潜艇（USS Scranton (SSN-756)）是美国海军洛杉矶级核潜艇的第四十五艘，以宾夕法尼亚州斯克兰顿命名。
斯克兰顿号潜艇于1986年8月29日在弗吉尼亚州纽波特纽斯的纽波特纽斯造船及船坞公司安放龙骨，1989年7月3日下水，1991年1月26日服役。